# 中村航輔
中村航輔（日语： Kosuke Nakamura，1995年2月27日—），日本足球運動員，司職守門員，現效力於葡超球隊波蒂莫嫩塞，日本國家足球隊成員。

## 俱樂部生涯
中村航辅小学一年级开始接触足球，曾打过各个位置，在2002年世界杯上，因为德国国家足球队守门员奥利佛·卡恩的出色发挥而影响了他的一生，决定改打守门员。
小学5年级时开始加入柏雷素尔下属的青年队，2012年，参加U17世界杯的中村航辅随柏雷素爾来中国参加了第六届鲁能·潍坊杯国际青年足球邀请赛，在比赛中身披21号球衣。2013年赛季，从柏雷素尔青年队升上一队，但只是球队的第三門将。2014年赛季入选日职联U22选拔队的他开始在日丙联赛获得上场机会。
2015年，租借至当时處於日乙联赛的福冈黄蜂，在2015年日乙联赛的福冈黄蜂租借效力时取得了进步。在那年联赛第10轮对磐田喜悅的比赛中，首次代表球队出场，从第24轮联赛开始担任球队的主力门将，那个赛季在9月份后的12场比赛有9场做到零封对手。在2015年赛季，他在当赛季的扑救成功率高达87.3%，靠着中村航辅的出色表现，福冈黄蜂最终升入日职联赛。
租借期结束后，中村航辅带着23场比赛15场零封对手，并仅仅丢掉11个球的数据返回柏雷素爾，在主力门将菅野孝宪转会至京都不死鸟后，中村航辅在2016年赛季开始成为柏雷素爾一号守门员。
2016年赛季，他帮助柏雷素爾在日职联赛上排名第8，并在各项赛事的32场比赛中13场零封对手，仅仅丢掉了36球，入选了联赛官方最佳阵容和赛季MVP的候选名单。
2017年赛季，中村航辅赛季出赛38次，当选了5月日职联赛的MVP，联赛仅失33球帮助柏雷素尔名列第4进入亚冠。
葡超球队波蒂莫嫩塞官方宣布签下日本门将中村航辅，双方签约两年半至2023年夏天。
2022年9月4日，葡超第5轮波蒂莫嫩塞1:0小胜法馬利卡奧。中村航辅首发并打满全场。全场完成6次扑救，这是他本赛季葡超首次出场。

## 國家隊生涯
中村航辅曾经代表日本多个级别国家队出场过，并且在2016年里约奥运会上有过两次出场经历。8月5日，由于日本国奥队在奥运会B组的首场比赛中被尼日利亚攻入5球，随后的第二场比赛，手仓森诚让中村航辅取代了鹿岛鹿角门将栉引政敏的位置。但尽管中村航辅在日本最后一场险胜瑞典的小组赛中零封，球队还是在小组赛后被淘汰出局。
2017年5月，首次得到日本国家足球队征召，但未获得出场机会。2017年东亚杯首战对北韩，中村航辅作为首发门将出场，并以零封对手的表现，帮助球队以1:0取胜。之后他又代表国家队对阵过南韩、马里与巴拉圭，最终入选了2018年世界杯日本队23人大名单。
中村航辅曾入选过日本国家队，出战过2019年底在韩国举行的东亚杯。

## 外部連結
- 柏レイソル公式プロフィール
- 中村航輔 – FIFA國際賽競賽紀錄 (存檔)
- 日本職業足球聯賽中的中村航輔 （日語）
- Profile at Avispa Fukuoka